# 中天新聞台不獲續牌事件
中天新聞台不予換照事件，是指中天新聞台於2020年申請換發執照不過一事。2020年11月18日，中天新聞台因多次違規、內控機制失靈，以及持有人蔡衍明嚴重介入新聞製作等問題，國家通訊傳播委員會（NCC）7位委員一致決定駁回申請、不予換照。
NCC主委陳耀祥在記者會表示，中天新聞台早於2014年時因違規紀錄多，有條件換照。儘管2014年到2017年間中天沒有任何裁處紀錄，但在2018年評鑑後，中天新聞台便累積大量違規。
2020年12月12日，中天新聞台停播，成為台灣自2006年（NCC成立）後罕见的電視新聞台遭停播事件之一。
中天電視對此提起訴訟，2023年5月10日，臺北高等行政法院宣判一審結果，中天電視勝訴，撤銷NCC不予換照之處分並發回更審，換照申請應否許可，尚待NCC重為審議，全案可上訴。NCC表示將再提上訴。

## 背景

### 換照不過先例
NCC成立以後，首起撤照發生於2010年，中國國民黨馬英九政府時代，年代綜合台因違反節目分級、節目廣告化等事項累計達49次、裁罰總金額達1600多萬，依《衛星廣播電視法》「節目應該與廣告區分」規定不予換照，是首個非新聞電視頻道的案例。

### 中天新聞裁罰紀錄
NCC指出，中天新聞台自2014年起至決議日共違規25次，主要問題包括沒有做到事實查證、妨害公序良俗等，其中2次被警告、23次被罰款，合計新台幣1,153萬元，為罰款金額最高電視台。但在2018年起被NCC裁罚21次，其中14件与政治相关，另外非政治相关僅7件，21件裁罚案合计裁罚金额为1073万元，其中有16件还在争讼当中，目前为止只有5件确定，裁罚金额133万元。上述裁罚当中，有7件裁罚案系针对政论节目“违反新闻事实查证”部分进行裁罚，其中包括外界熟知的“200斤文旦倒曾文溪”评论。觀眾投訴個案自2017年的72宗，暴增至2019年的962宗，占電視類投訴量的31.55%。此外，中天內部控制和自律機制失靈，對觀眾投訴問題未能自我修正，新聞部主管長期懸缺，內部訓練亦經常跟新聞專業無關，董事長蔡衍明亦以不同方式（如經由前新聞事業副總裁邱佳瑜）介入中天新聞台製播，違反中天自訂「新聞自主公約」，且中天新聞台申請換照期間所提出的改善承諾，都未能有效說明如何排除股東的不當干預。

### 正式宣布
2020年11月18日，NCC決定不予中天新聞台換照許可，即中天新聞台衛星廣播頻道執照於同年12月11日到期，12月12日起不能在有線電視播出。

## 後續
中天新聞臺就換照案于臺北高等行政法院提出起訴，訴請撤銷被告國家通訊傳播委員會（NCC）原處分、請求作成准予換照處分，並請求被告給付新臺幣79億5369萬9980元及其利息。
2023年5月12日，台北高等行政法院（北高行）判決撤銷NCC對中天電視不予換照原處分，但也同時駁回中天主張的換照處分及國賠請求；原告請求命NCC作成准予換照處分部分，仍待NCC依此判決之法律見解重為審議後，作成適法決定。全案可上诉。
NCC表示，法院並未否認中天內控問題，僅對「評分表」有適用疑慮；但NCC對評分表配分方式應有判斷餘地，將再提上訴。。

## 各界回應

### 蔡英文政府
2020年11月19日，中華民國總統府、行政院口徑一致，尊重獨立機關依法做成的專業決定。
總統府發言人張惇涵表示，台灣是民主法治國家，依據《衛星廣播電視法》規定，電視頻道執照每6年需由獨立機關NCC進行換照審查作業，所有電視頻道無一例外。行政院秘書長兼行政院發言人李孟諺表示，NCC委員都是通過中華民國立法院的嚴格審查的學者專家，行政院尊重NCC獨立行使職權所做成的決定。

### 民主進步黨
民進黨發言人劉康彥表示，新聞媒體具公共性、公益性，對社會有高度滲透和強大的影響，由獨立審查機關對電視台執照進行定期審查，為民主政體標準做法，並不涉及侵害新聞自由。劉康彥批評，中國國民黨假「新聞自由」名義，謊稱民主國家都不會撤照，是公然魚目混珠，並提及前總統馬英九任內亦曾經對年代綜合台撤照，以及在對事實公平有更嚴謹要求的英國，均有廢撤新聞台執照的案例。劉康彥呼籲，中國國民黨停止政治操作，回歸理性討論，摒除自身政黨利益盤算，尊重NCC專業審查的決定。

### 中國國民黨
2020年11月18日，國民黨立委鄭正鈐參與了聲援中天新聞台的活動，指媒體是監督政府的第四權。之後他又批评行政院長蘇貞昌，指民進黨打壓新聞及言論自由，又說臺灣民主的運行方式該被檢討。

### 時代力量
時代力量強調，中天的重大違規紀錄都是事實，NCC不予換照只是剛好，然而中天卻一再用似是而非的理由來製造社會紛擾，亂扯新聞自由、言論自由，時力要敬告中天不要再歹戲拖棚，趕緊還給台灣社會一個乾淨的新聞環境。時代力量表示希望中天案能儘速落幕，而未來時力也將繼續堅守「媒體是社會公器，為人民服務」的立場，以相同標準來監督其他新聞台的換照審查。
參與「反旺中」運動8年的前時代力量黨主席黃國昌，在Facebook發文「終於，向蔡衍明的中天告別了」，表示感謝大家之前努力和堅持，並重申媒體公器不應該淪為大老闆的工具。

### 國家通訊傳播委員會
NCC主委陳耀祥表示，此次審查並非政治勢力介入，而是有買媒體的財團老闆必須尊重新聞專業自主，與新聞保持距離。回應隸屬中華人民共和國的國台辦的批評，副主委翁柏宗強調，包括審查項目、評分基準都很明確，一切都是依法行政，並未審查電視台的政治立場，並指出有些國家沒有新聞自由，「連申請都沒有辦法」。

### 旺中集團
- 中天新聞台主張此事為政治判決，指控蔡英文政府指使NCC不通過換照。[3]董事長蔡衍明認為，此事件屬於政治操弄。[12]
- 中天新聞台《文茜世界周報》節目主持人陳文茜表示，同意中天不夠自律，但反問其他電視台是否自律，認為沒有人可以關掉他們的節目，哪怕是中華民國總統。[12]她批評，總統蔡英文心中沒有言論自由價值。[14]
- 11月23日，中天新聞台向臺北高等行政法院提出假處分訴訟，內容為暫停執行NCC的相關行政處分。[15][16]12月7日，台北高等行政法院裁定駁回，全案可抗告。[17][18]12月8日，中天不服，向最高行政法院提起抗告，11日，最高行政法院裁定駁回抗告。全案確定。[19]
- 中天新聞台於12月11日在結束有線電視52頻道經營後，12日凌晨起轉戰網路平台頻道[20]。

### 無國界記者
2020年11月18日，無國界記者發布中英文官方聲明，對受影響的中天新聞台員工深表遺憾，但不認為NCC的決定有侵害新聞自由，審查中天新聞台執照符合正當性。

### 中国大陆国台办
中国大陆国台办发言人朱凤莲认为，有注意到台湾NCC审查中天新闻台「换照」案已经引起台湾社会各界普遍质疑和强烈批评，「正如台湾舆论指出的那样，民进党当局此举是用政治手段来打压异己，相关部门完全是按照剧本演出，完成了『政治任务』」。

### 其他
- 前總統陳水扁反對中天新聞台撤照，認為NCC現在已皆由執政黨提名，並非真正獨立機關。他表示，若媒體真涉及中資，違反《反滲透法》、《國家安全法》，自有法律處理。[24]

- 2020總統選舉期間，深獲中天新聞台所追捧的中國國民黨候選人韓國瑜，在換照結果公布以前多次聲援。[25]而在NCC駁回中天申請換照後，以「七個小矮人摧毀台灣新聞自由」形容這次事件。[12][26]

- 在任內通過旺旺中時併購中嘉案的NCC前主委、政治大學傳播學院兼任教授蘇蘅表示，關台無疑是基於政黨利益的刻意作為，顯示民進黨濫用權力到了極致；她認為，關掉電視台是箝制輿論、踐踏民主，雖大眾對中天的政治立場、新聞播出有不同意見，但「罪不致死」。[2]

- 東森電視政論節目《关键时刻》固定嘉宾《美麗島電子報》董事長吴子嘉在节目上称7:0就是政治介入，并認爲民进党是黑社会，而蔡英文是黑社会老大，但同時也批評中天新聞台的背後就是受中國共產黨控制[27]。

## 外部連結
- 國家通訊傳播委員會有關決議新聞稿 （页面存档备份，存于）